# Elsothera limula
Elsothera limula är en snäckart som först beskrevs av Legrand 1871.  Elsothera limula ingår i släktet Elsothera och familjen Charopidae. Inga underarter finns listade i Catalogue of Life.